# Vinko Poljanec

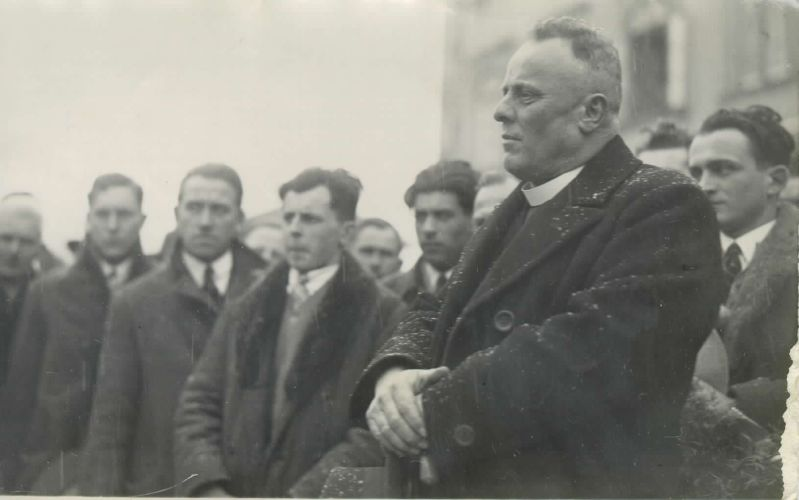
Vinko Poljanec in den 1930er Jahren

Vinko Poljanec (* 26. März 1876 in Sv. Urban bei Ptuj; † 25. August 1938 in Sankt Kanzian am Klopeiner See) war ein österreichischer Politiker (Partei der Kärntner Slowenen), Pfarrer und von 1921 bis 1927 Abgeordneter zum Kärntner Landtag.

## Biographie
Vinko Poljanec wurde als Sohn eines Landwirts geboren und absolvierte das Gymnasium in Ptuj und Celje. In der Folge ließ er sich zum Geistlichen ausbilden, empfing 1900 die Priesterweihe und schloss 1901 das Priesterseminar in Klagenfurt ab. Danach war er von 1908 bis zu seinem Tod als Pfarrer in Sankt Kanzian am Klopeiner See tätig, wo er größte Verdienste um den nach seinem gewaltsamen Tod nach ihm benannten slowenischen Kulturverein hatte.
Poljanec engagierte sich in der Minderheitenpolitik und vertrat die Partei der Kärntner Slowenen zwischen 1921 und dem 21. Mai 1927 im Kärntner Landtag. Er bekannte sich zu den Ergebnissen der Kärntner Volksabstimmung und forderte die Umsetzung der Versprechen der Vorläufigen Kärntner Landesversammlung und der Minderheitenschutzbestimmungen des Vertrags von Saint-Germain ein. Nach seinem Ausscheiden aus dem Landtag vertrat Poljanec die Kärntner Slowenen zwischen 1928 und 1937 in der Kärntner Landwirtschaftskammer bzw. deren Vorgängerorganisation, war von 1932 bis 1937 Vorsitzender des slowenischen Kulturverbandes und danach Vorsitzender-Stellvertreter. Poljanec war einer der führenden slowenischen Kulturvertreter, engagierte sich für die verbliebenen slowenischen Bildungseinrichtungen und unterstützte insbesondere die Schule der Schulschwestern in Sankt Ruprecht bei Völkermarkt. Zudem war er Mitarbeiter der Wochenzeitung „Koroški Slovenec“ („Kärntner Slowene“).
Als Poljanec am Tag des Einmarsches der Nationalsozialisten in Österreich, dem 12. März 1938, nach Jugoslawien ausreisen wollte, wurde er am Bahnhof von Bleiburg von Kärntner Nationalsozialisten unter dem Vorwand des Devisenschmuggels verhaftet und am 14. März 1938 ins Klagenfurter Landesgericht gebracht. Dort wurde jedoch das Verfahren am 22. April eingestellt und Poljanec an das Klagenfurter Polizeikommissariat überstellt. Nach seiner Freilassung musste Poljanec Sankt Kanzian auf Befehl der Gestapo verlassen und ließ sich vom Ordinariat am 13. Mai 1938 einen Genesungsurlaub genehmigen. Er ließ sich unter anderem im Elisabethinenkrankenhaus in Klagenfurt behandeln, verstarb jedoch noch am 25. August. Der Zusammenhang zwischen seinem Tod und der Haftzeit konnte nie hinreichend geklärt werden, jedoch bezeugte ein Mitgefangener sein Dahinsiechen im Gefängnis, obwohl er zuvor als gesunder, kräftiger Mann beschrieben worden war.